# 登米市立豊里病院
登米市立豊里病院（とめしりつとよさとびょういん）は、宮城県登米市豊里町にある医療機関。登米市が運営している。

## 沿革
- 1902年(明治35年)03月：避病院として開設
- 1930年(昭和05年)06月：宮城県立豊里診療所となる
- 1946年(昭和21年)08月：宮城県農業会米谷病院豊里分院となる
- 1955年(昭和30年)12月：豊里町立豊里病院となる
- 1963年(昭和38年)：現在地に移転 鉄筋コンクリート建てとなる
- 1989年(平成元年)12月：公立豊里病院となる
- 2005年(平成17年)04月：市町村合併により登米市立豊里病院となる

## 施設概要
- 敷地面積 10013.76㎡
- 総床面積 6118.99㎡
- 建物規模等 鉄骨鉄筋コンクリート造3階建
- 病床数 99床（一般69床、療養30床）
- 駐車場台数　55台（うち車椅子専用台数）1台 無料

## 診療科
- 内科
- 外科
- 整形外科
- 皮膚科
- 眼科
- 麻酔科
- 歯科

## 関連施設
- 登米市訪問看護ステーション

## アクセス
- 東日本旅客鉄道陸前豊里駅から徒歩15分